# オシンコシンの滝の猫

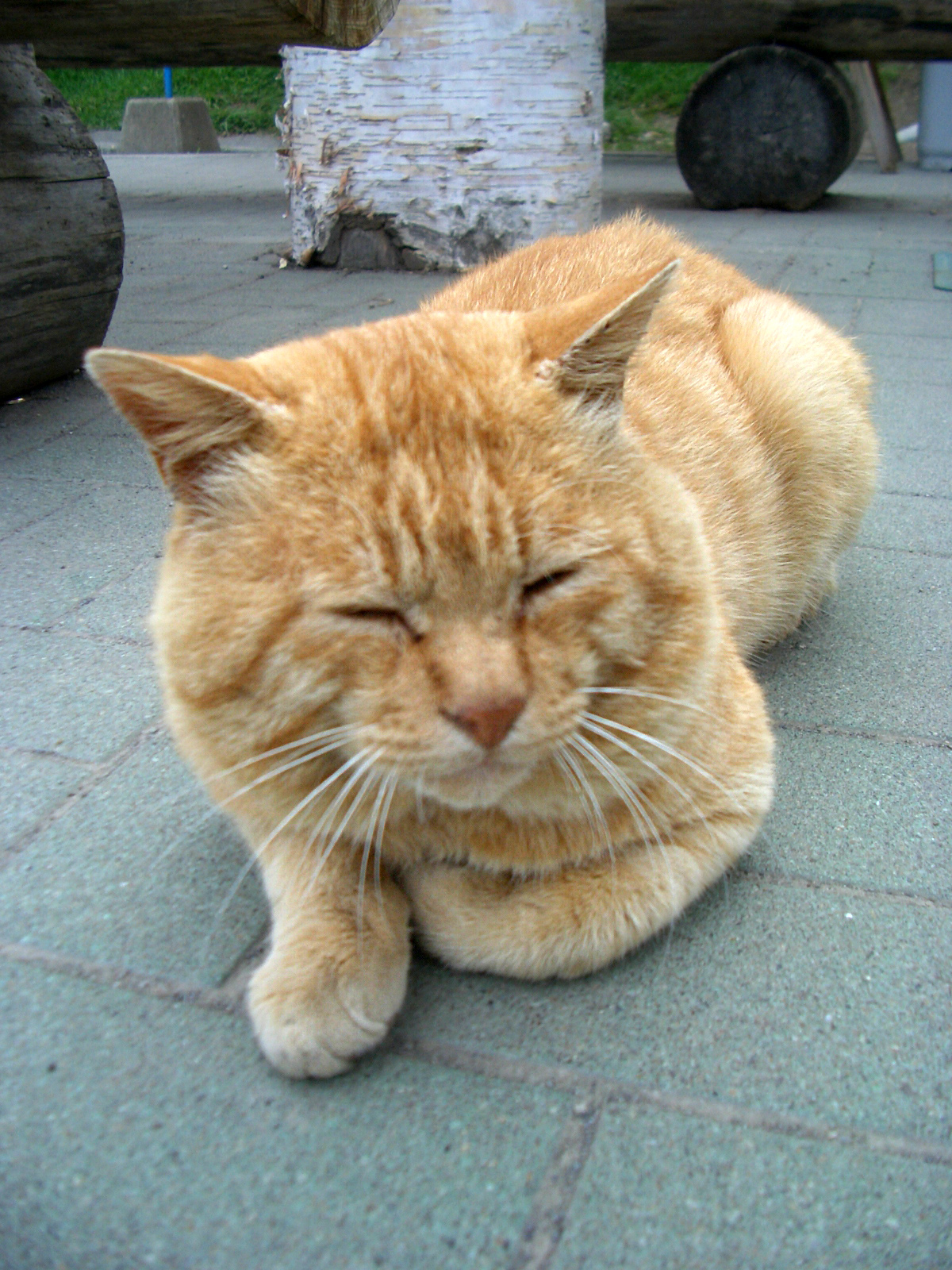
眠そうなノラ

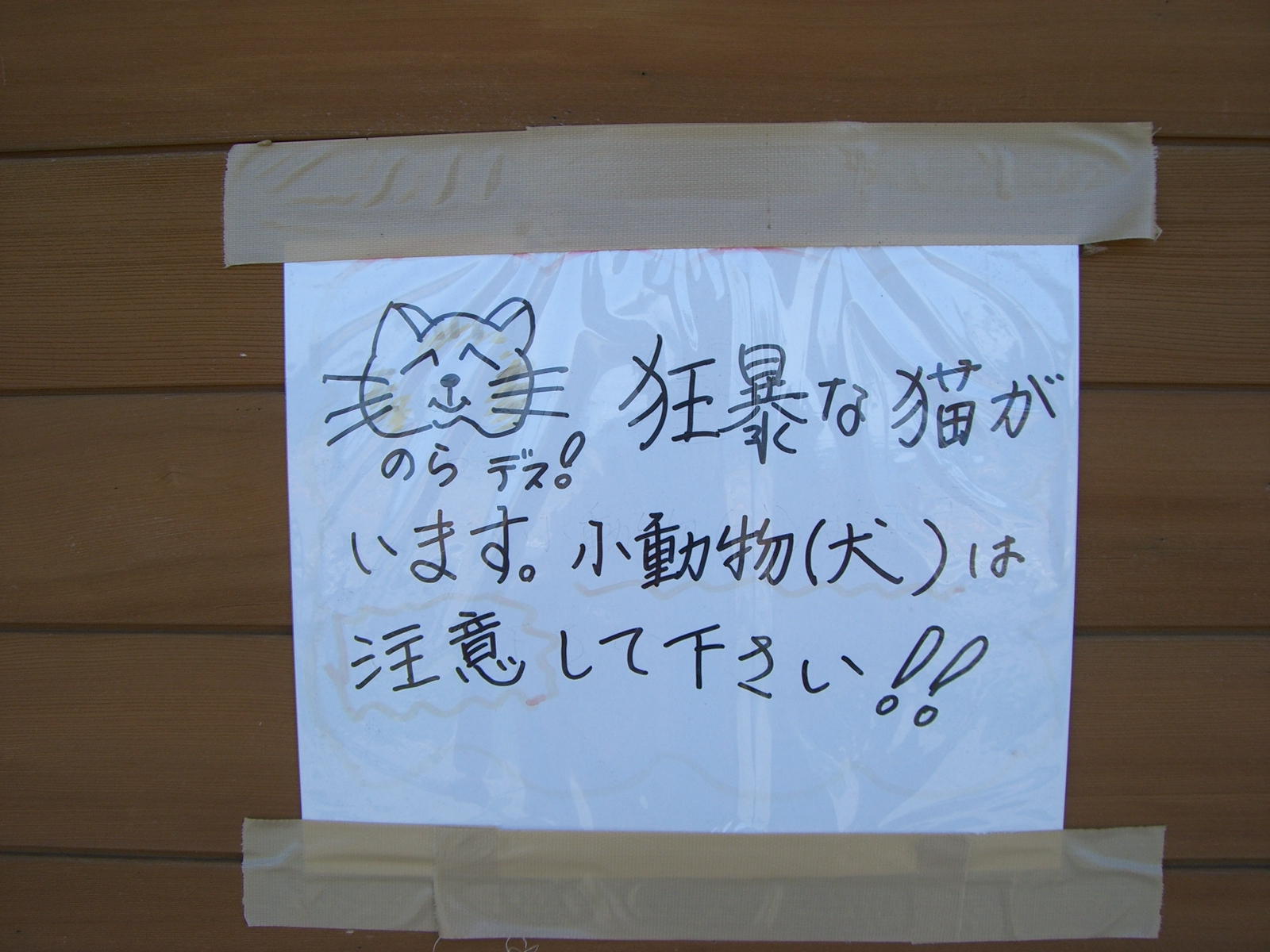
猫に関する注意書き

オシンコシンの滝の猫（おしんこしんのたきのねこ）は、北海道斜里郡斜里町のオシンコシンの滝にある売店に住んでいた猫である。名前は「ノラ（本名：あか）」。

## 概説
北海道のツーリングライダーを中心とする旅行者の間では、非常に有名な存在で、2005年10月に『爆笑問題のバク天!』に登場したことがきっかけで知名度が高まる。売店の店長によると野良猫ということだが、冬場だけはどこかの家で暮らしており、定期的に健康診断を受けているという情報がある。さらに、売店裏には猫用の小屋が存在するので、厳密には野良猫ではなく、放し飼いをしている飼い猫である。非常におとなしい性格で、観光客が触っても、カメラを近づけても全く動じない。一日のほとんどを昼寝に費やしているため、歩いている姿を見るのはかなり困難である。しかし、『爆笑問題のバク天!』に登場した際には、レイザーラモンHGの“音速腰振り”に驚いて走って逃げるという姿も見せた。

## 生い立ち
オシンコシンの滝の上流にあるホテル海陽亭を根城としていた。当時の名前は「あか」である。
2005年夏頃、麓の売店「オシンコシン館」に現れ、「オシン・ノラ」の呼び名でそのまま住み着く。
2009年、「全国区の人気」と北海道新聞が報じる。
2010年3月19日、永眠。